# Marienthal (Zwickau)
Marienthal war ein Dorf und ist seit 1. Oktober 1902 in die Stadt Zwickau eingemeindet, die seit 2008 Kreisstadt des Landkreises Zwickau im Freistaat Sachsen ist. Der Ort liegt westlich des Stadtzentrums im Stadtbezirk West und besteht heute aus den beiden Stadtteilen Marienthal Ost und Marienthal West.

## Geographie

### Lage

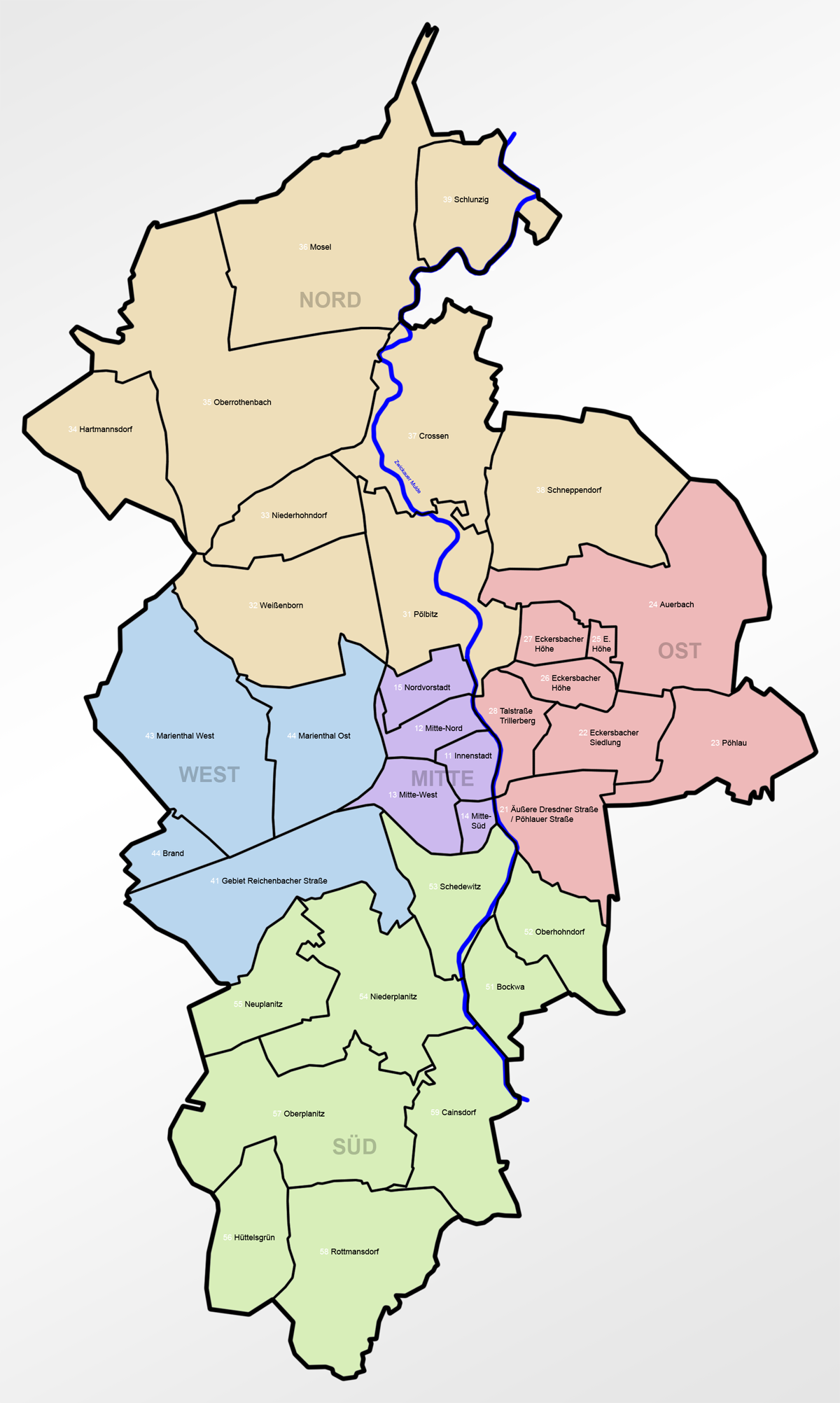
Stadtbezirke und Stadtteile von Zwickau

Marienthal liegt im Westen des Zwickauer Stadtgebiets am Marienthaler Bach, der im Norden Zwickaus in die Zwickauer Mulde mündet. Südlich des Stadtteils befand sich das Reichsbahnausbesserungswerk Zwickau.

### Amtliche Einteilung
Marienthal wurde in die folgenden beiden Stadtteile untergliedert, die zum Stadtbezirk West gehören:
- Marienthal Ost (42)
- Marienthal West (43)

(Die in Klammern stehenden Zahlen entsprechen der Benennung durch die Stadtverwaltung.)

### Nachbarorte
| Königswalde                | Weißenborn                                                     |                           |
| Steinpleis mit Weißenbrunn | Kompassrose, die auf Nachbargemeinden zeigt                    | Stadtbezirk Zwickau Mitte |
| Brand                      | Gebiet Reichenbacher Straße und Freiheitssiedlung mit Maxhütte |                           |

## Geschichte
Die Rodung, welche etwa drei Kilometer westlich vom Stadtzentrum Zwickau liegt, wurde von den in Osterweih tätigen Mönchen nach Maria, der Schutzheiligen ihrer kleinen Kapelle, benannt. Das dort entstandene Waldhufendorf Marienthal, wurde damit durch das Kloster Bosau, gegen Ende des 12. Jahrhunderts, gegründet. Die erste urkundliche Erwähnung erfolgte am 8. Dezember 1192 unter dem Namen „villam, que Vallis sancte Marie nuncupatur“ in einer Urkunde des Kaisers Heinrich VI., welche in Merseburg ausgefertigt wurde. Zwischenzeitlich veränderte sich mehrmals die Schreibweise des Namens. So wurde zum Beispiel im Jahre 1348 die Schreibweise Meriental, im Jahr 1354 die Schreibweise Mergental und im Jahre 1530 die Schreibweise Mergenthall verwendet. 1590 hat sich dann die Schreibweise Marienthal bis in die heutige Zeit gefestigt. Das Dorf Marienthal wurde durch kriegerische Auseinandersetzungen mehrmals fast vollständig zerstört, so in den Jahren 1430, 1547, 1634 und 1640. Nach und nach erholte sich jedoch das Dorf von den Wirren und Schäden der Kriege und zählte im Jahre 1820 mit ca. 600 Einwohnern und 100 Häusern, und im Jahre 1860 mit 1076 Einwohnern und 114 Häusern zu einem recht stattlichen Dorf.
Die Grundherrschaft über Marienthal lag um 1553 anteilig beim Rittergut Marienthal und dem Rat der Stadt Zwickau. Um 1764 lag die Grundherrschaft über den Ort anteilig bei den Rittergütern Marienthal und Obersteinpleis, ein weiterer Anteil unterstand direkt dem sächsischen Amt Zwickau. Das Gut in Marienthal wurde im Jahr 1478 von Hans von Mergenthal an die Zwickauer Adelsfamilie von Römer verkauft, unter denen das Anwesen im Jahr 1553 als Rittergut Erwähnung fand. Das Rittergut kam 1565 an die Stadt Zwickau und danach bis 1587 Lukas von Uthmann und ab 1587 Hildebrand von Creytz. Von 1592 bis 1605 war das Rittergut Marienthal im Besitz der Kurfürsten von Sachsen, die es 1605 der Familie Meyer übergaben. Nach zahlreichen meist bürgerlichen Besitzern im 17. Jahrhundert kam es im Jahr 1839 in den Besitz der Familie Fischer. Seit 1875 wurde es als Lehngut bezeichnet. Weitere Besitzer waren ab 1881 die Familie Kästner und 1921 Otto Schmelzer. Nach dessen Enteignung im Jahr 1945 diente es zunächst als Wohnhaus. Heute steht es leer.
Marienthal gehörte bis 1856 zum kursächsischen bzw. königlich-sächsischen Amt Zwickau. Im Jahr 1856 kam der Ort zum Gerichtsamt Zwickau und 1875 zur Amtshauptmannschaft Zwickau. Nach einem vorangegangenen nicht genehmigten Antrag stellte die Gemeinde Marienthal im November 1900 einen zweiten Antrag auf Eingemeindung zur Stadt Zwickau, welchem dann am 30. Juni 1902 stattgegeben wurde. Gemeindevorsteher war bis dahin Louis Olzmann, nach dem auch eine Straße in Marienthal benannt ist. Am 1. Oktober 1902 verlor damit der Ort seine Selbstständigkeit und wurde als zweite ehemals eigenständige Gemeinde in die Stadt Zwickau eingemeindet. Oberbürgermeister war zu dieser Zeit Karl Keil.
Ab der zweiten Hälfte des 19. Jahrhunderts setzte in Marienthal die Industrialisierung ein. Zwischen 1845 und 1918 wurde in dem zum Zwickauer Steinkohlenrevier gehörigen Ort Bergbau auf Steinkohle betrieben. Schächte waren u. a. der „Hilfe-Gottes-Schacht“ (1851 abgeteuft), der „Segen-Gottes-Schacht“ (1841 abgeteuft) und der „Bürgerschacht“ (1841 abgeteuft), welche heute im Gebiet des südlich an Marienthal angrenzenden Stadtteil Gebiet Reichenbacher Straße und Freiheitssiedlung liegen. Mit der Eröffnung des Zwickauer Hauptbahnhofs und der Anbindungstrecke zum ebenfalls eröffneten Abschnitt Crimmitschau–Werdau der Bahnstrecke Leipzig–Hof wurde die Stadt Zwickau und mit ihr auch die angrenzende Gemeinde Marienthal am 18. September 1845 an das Eisenbahnnetz angeschlossen. Die großen Bahnanlagen im Süden von Marienthal wurden im Jahr 1908 durch die Eröffnung des Reichsbahnausbesserungswerks Zwickau ergänzt. Seit 1897 ist Marienthal an die Straßenbahn Zwickau angebunden. 1904 und 1924 wurde die Strecke innerhalb von Marienthal verlängert. Im Jahr 1921 erfolgte die Inbetriebnahme des „Staatlichen Krankenstifts Zwickau“ (heutiges Heinrich-Braun-Klinikum) in Marienthal.
Die einst dörfliche Ortsstruktur von Marienthal änderte sich durch gründerzeitliche Bauten und Kleinsiedlungsgebieten aus den 1920er, 1930er und 1940er zunehmend in eine städtische Siedlung. Zwischen 1950 und 1979 entstanden größere Neubaugebiete mit zugehöriger sozialer und Bildungsinfrastruktur in Marienthal. Im Jahr 2005 lebten etwa 15.900 Menschen in dem Stadtteil.
Anfang 2014 begannen die Abrissarbeiten am ehemaligen Reichsbahnausbesserungswerkes 7. Oktober Zwickau. Der denkmalgeschützte Wasserturm bleibt als einziges Bauwerk erhalten. Auf dem Areal entsteht eine neue Justizvollzugsanstalt der Freistaaten Sachsen und Thüringen.

## Bauwerke
- Abriss der alten Marienthaler Kirche, aus dem Jahre 1722, am 20. August 1899 durch den Bauunternehmer Hugo Geyer (Marienthal Döhnerstraße 13)

Pauluskirche:
- Bauzeit 1899 bis 1901; Grundsteinlegung am 10. November 1899
- Planung und Ausführung, unter anderen: Architekt: Julius Zeisig (Leipzig), Maurer und Zimmermannsarbeiten: Franz Wolf (Zwickau); Steinmetzarbeiten: Alfred Klinck (Zwickau, Reichenbacher Straße 74); Dachdeckerarbeiten: Meister Hentschel (Eckersbach); Schmiedearbeiten: Meister Eduard Gruner (Marienthal, Zwickauer Straße 73); Hufschmied Richard Elssner (Marienthal Zwickauer Straße 26); Turmuhr: Max Hahn (Zwickau, Marienthaler Straße 23); Turmknopf: Kupferschmiedemeister Bruno Eduard Meisel (Zwickau, Marienstraße 23); Turmkreuz: Schlossermeister Paul Gläser (Zwickau Römerstraße 26); Glocken: Glockengießerei Richard Gustav Adolph Jauck (Leipzig)
- Glockenweihe am 18. März 1901. Die vier Bronzeglocken wurden während des Ersten Weltkrieges eingeschmolzen. 1922 erhielt die Kirche ein neues Geläut, bestehend aus vier Stahlgussglocken von der Gußstahlfabrik Mayer & Kühne.
- Orgel: Orgelbauwerkstatt Richard Kreutzbach, Kreutzbachorgel (Borna)
- Glasmalerei: Glasmaler Richard Schlein (Zittau)[11]
- Turmhöhe: 68,5 Meter,
- Kirchenweihe: 17. Oktober 1901

In dieser Kirche fand am 30. Oktober 1989 das dritte Ökumenische Friedensgebet Zwickaus statt, danach schloss sich eine Demonstration von rund 7000 Bürgern an, die sich in Richtung Stadtzentrum zum Hauptmarkt bewegte. Auch bis zum 5. Februar 1990 trafen sich hier weiterhin die Menschen zu drei weiteren Friedensgebeten. Am 30. Mai 1990 wurde in dieser Kirche, ein ökumenischer Gottesdienst für die erste frei gewählte Stadtverordnetenversammlung gehalten.

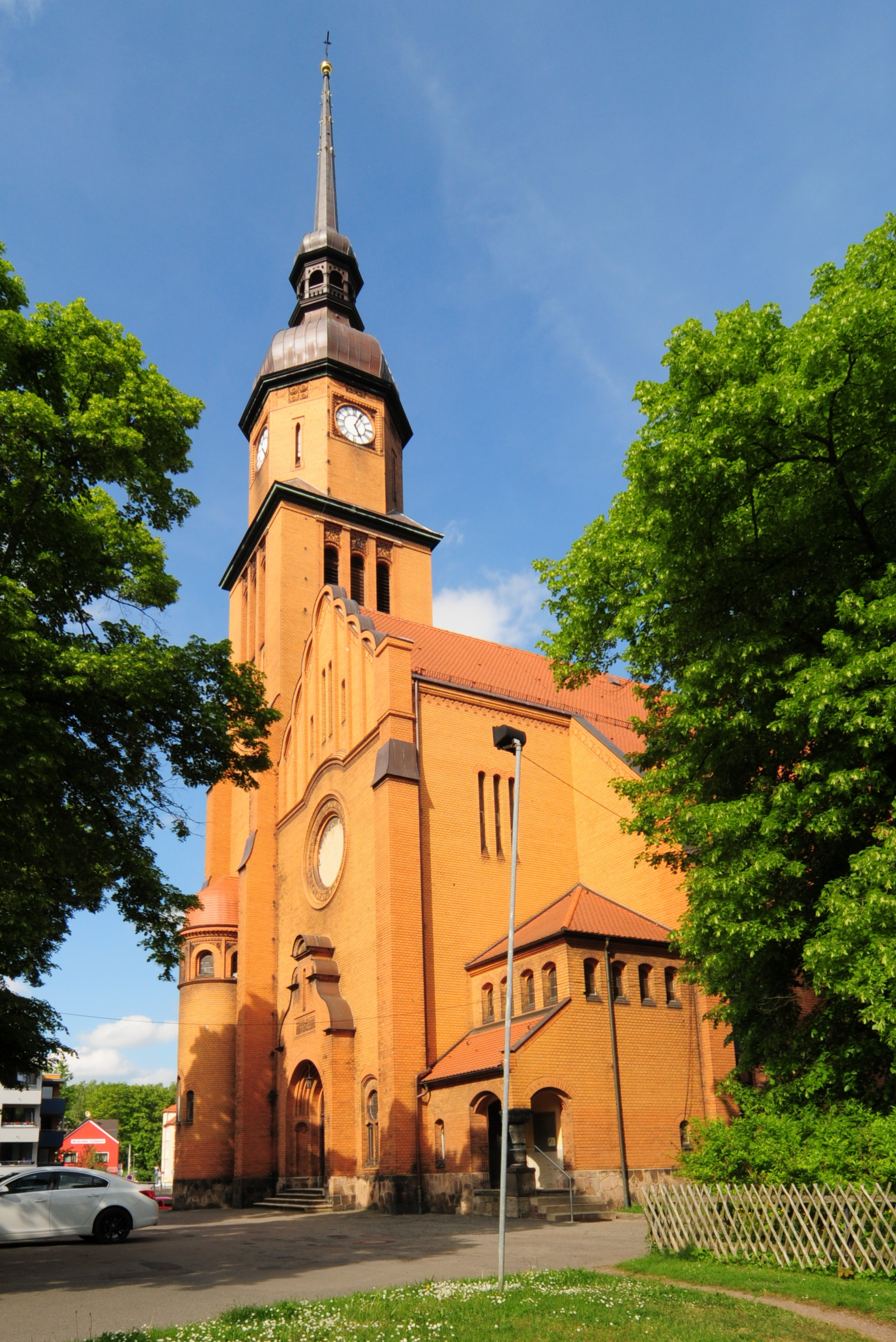
Pauluskirche in Zwickau-Marienthal
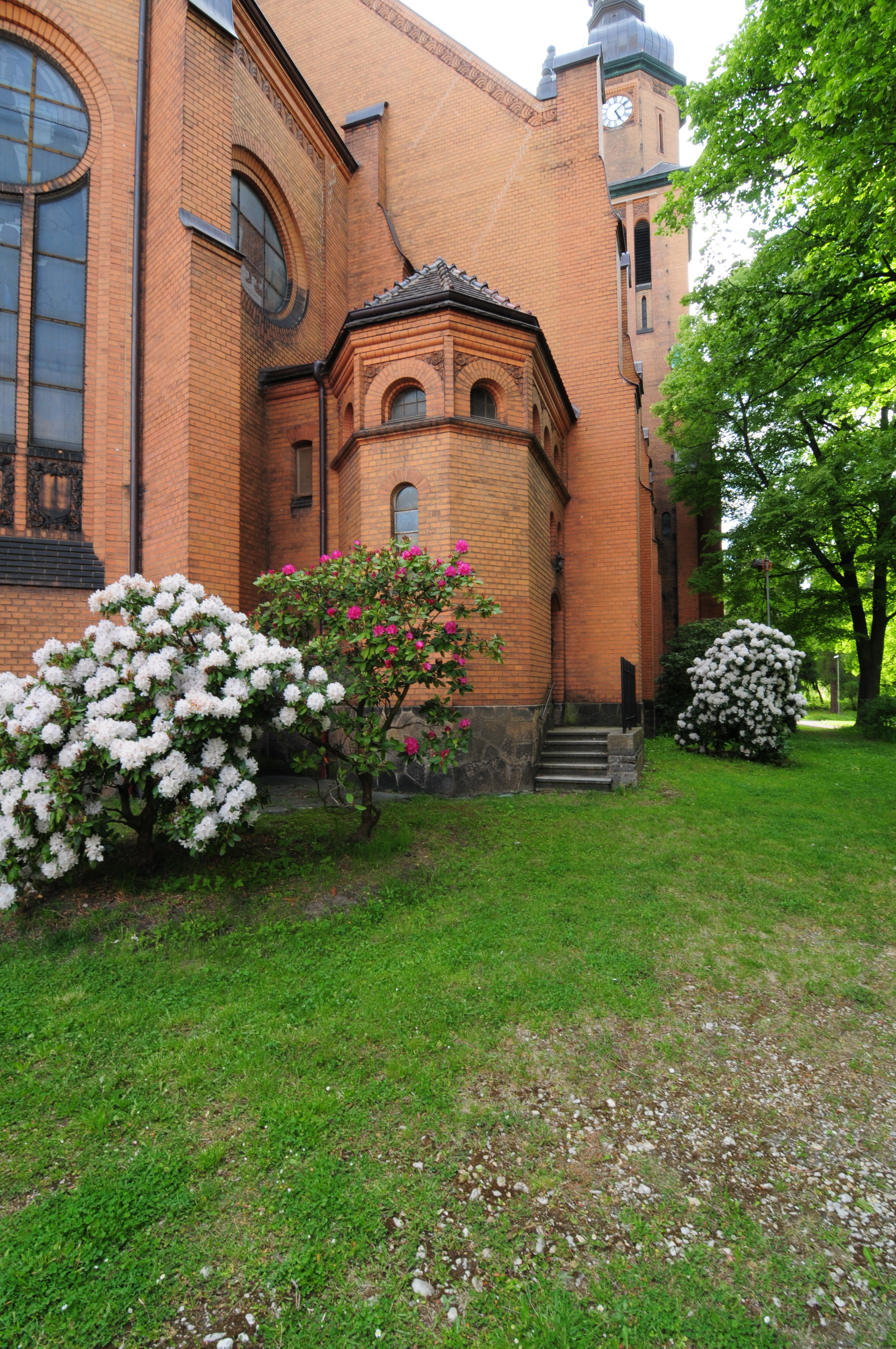
Kirchenschiff und Turm der Pauluskirche
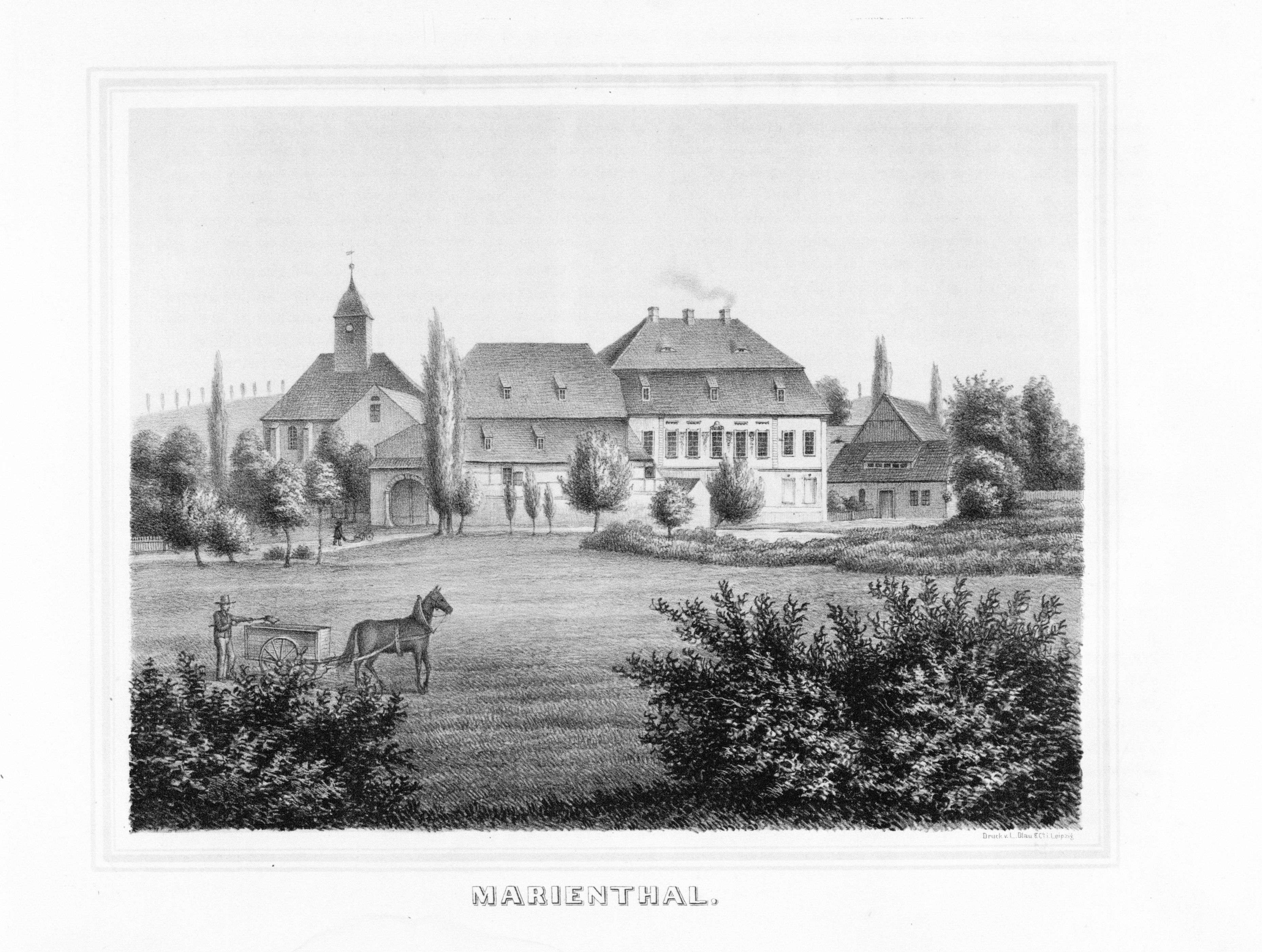
Rittergut Marienthal

## Persönlichkeiten
- Heinrich Braun (1862–1934), von 1906 bis 1928 Direktor des Kreiskrankenstiftes in Zwickau, das heutige Heinrich-Braun-Krankenhaus (HBK)
- Hans von Mergenthal (gestorben 1488), bis 1478 Besitzer des Ritterguts[4] Marienthal, Kanzler bei Kurfürst Ernst und Herzog Albrecht Sachsen, Landrentmeister, Jerusalem-Pilger und Verfasser eines Reiseberichts[12] darüber.[13]

## Bevölkerungsentwicklung
| Datum             | Einwohnerzahl |
| ----------------- | ------------- |
| 31. Dezember 1998 | 15.334        |
| 31. Dezember 1999 | 15.784        |
| 31. Dezember 2000 | 15.869        |
| 31. Dezember 2001 | 16.012        |
| 31. Dezember 2002 | 16.116        |
| 31. Dezember 2003 | 16.171        |
| 31. Dezember 2004 | 16.103        |
| 31. Dezember 2005 | 15.919        |

| Jahr | Einwohnerzahl (Prognose)                                   |
| ---- | ---------------------------------------------------------- |
| 2010 | 15.450                                                     |
| —    | (davon: 7.300 in Marienthal Ost, 8.150 in Marienthal West) |
| 2015 | 14.650                                                     |
| —    | (davon: 7.100 in Marienthal Ost, 7.550 in Marienthal West) |
| 2020 | 13.700                                                     |
| —    | (davon: 6.700 in Marienthal Ost, 7.000 in Marienthal West) |

## Verkehr
Durch Marienthal führen zwei Hauptstraßen, die Marienthaler Straße, über die die Straßenbahn zum Städtischen Klinikum fährt, und die B 175, die als Werdauer Straße über den Windberg nach Werdau führt. Südlich des Orts verläuft die Bahnstrecke Dresden–Werdau und die Bahnstrecke Zwickau–Falkenstein. Marienthal liegt am Lutherweg Sachsen.
Folgende Verbindungen weist Marienthal im Öffentlichen Personennahverkehr auf:
- Buslinien:

• Linie 18: Neumarkt – Königswalde – Hartmannsdorf
• Linie 21: Neumarkt – Brand
• Linie 27: Städtisches Klinikum – Planitz Markt
• Nachtbuslinie A: Neumarkt – Marienthal – Olzmannstraße – Neuplanitz – Oberplanitz – Cainsdorf – Wilkau-Haßlau – Schedewitz – Innenstadt – -Neumarkt
- Straßenbahnlinien:

• Linie 4: Pölbitz – Neumarkt (Bosestraße) – Georgenplatz – Städtisches Klinikum
Die Linien werden von den Städtischen Verkehrsbetrieben Zwickau GmbH betrieben.

## Sport

Logo vom ESV Lok Zwickau

In Marienthal hat der Sportverein ESV Lokomotive Zwickau seine Heimstätte. Der Verein hat ca. 1.900 Mitglieder und ist damit größter Verein Zwickaus. Zum einen befindet sich das Fußballgelände „Zwickau-Marienthal Sportplatz“, zum anderen die Kegelbahn „ESV Lok Zwickau“ in Marienthal. Außerdem gibt es den Verein Marienthal United 08, der 2009 den Spielbetrieb aufnahm. Die Kegler des TSV 90 Zwickau spielen ihre Heimspiele in der 1. Bundesliga sowie in der 2. Bundesliga im Keglerheim Zwickau-Marienthal aus.